# المرآة الخلفية
المرآة الخلفية (بالإنجليزية: rear-view mirror)‏ هي مرآة مسطحة في السيارات وغيرها من المركبات، مصممة للسماح للسائق لرؤية الخلف من خلال النافذة الخلفية للسيارة (الزجاج الخلفي)، وعادة ما يتم تثبيت مرآة الرؤية الخلفية في السيارات على الجزء العلوي من الزجاج الأمامي بواسطة حامل مزدوج الدوران، مما يسمح بتعديلها ليلائم ارتفاع وزاوية المشاهدة لأي سائق، ويتم تعزيز مرآة الرؤية الخلفية بمرايا جانبية واحدة أو أكثر، والتي تعد بمثابة مرايا الرؤية الخلفية الوحيدة على الشاحنات والدراجات النارية والهوائية.

## لمحة تاريخية
من بين الاستخدامات المبكرة للمرآة الخلفية ما ذكرته دوروثي ليفيت في كتابها «المرأة والسيارة» الصادرعام 1909 بأنه يجب على النساء أن يحملن معهن مرآة صغيرة عند القيادة لرفعها عاليا بين حين وآخر حتى يتمكنوا من رؤية ما خلفهن، ولكن أول ظهور لفكرة المرآة الخلفية كان في عام 1906، عندما تحدثت مجلة تجارية عن أن المرايا التي تُظهر ما يأتي من الخلف أصبحت شعبية في السيارات المغلقة، ومن المرجح أن يتم تبنيها على نطاق واسع في وقت قصير، وفي نفس العام، حصل السيد هنري كاين من فرنسا على براءة اختراع «مرآة تحذير للسيارات»، وفي عام 1908 ظهرت مرآة Argus Dash القابلة للتعديل على أي وضع لرؤية الطريق خلفها. وظهرت أول أقرب مرآة خلفية لصورتها الحالية مثبتة على سيارة سباق في عام 1911.

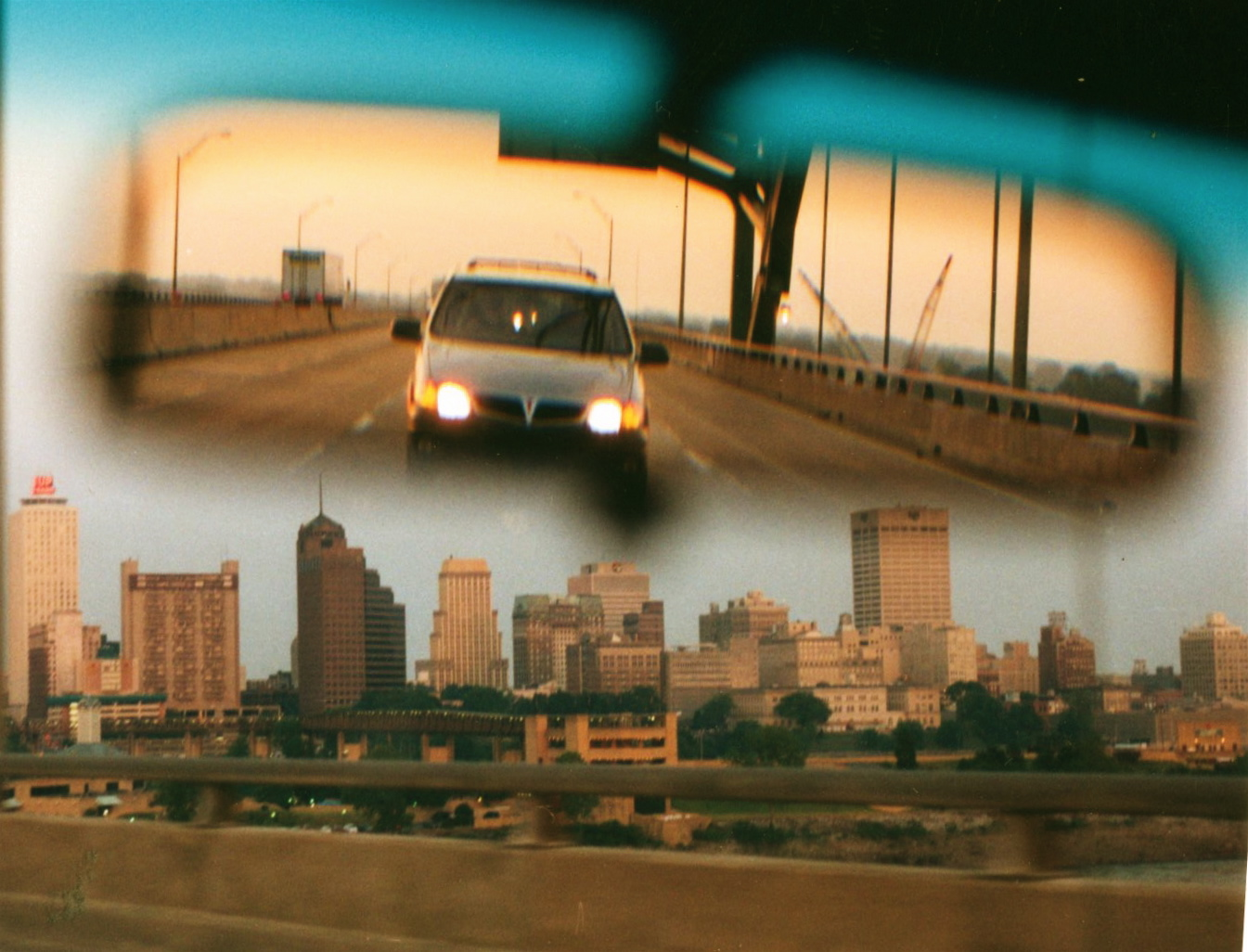
المرآة الخلفية.